# Njarðvík

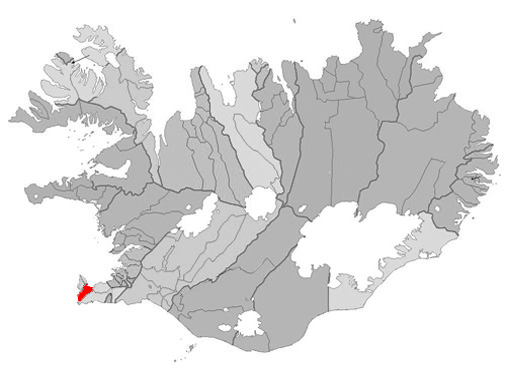
Localização de Njarðvík

Njarðvík (em islandês;  PRONÚNCIA) ou Njardvík (transliterado para português) é uma pequena cidade islandesa, situada a oeste da península Reykjanes, e localizada a 30 km a sudoeste da capital Reiquiavique.

Njarðvík está praticamente ligada a Keflavík, e ambas as localidades pertencem, desde 1994, ao município de Reykjanesbær.
Têm uma população conjunta de 21 847 (2024).

Njarðvík é uma cidade portuária, cuja atividade principal é a pesca, a indústria do processamento do peixe e o comércio.
O aeroporto de Keflavík, na sua proximidade, proporciona muito emprego. 

## Galeria

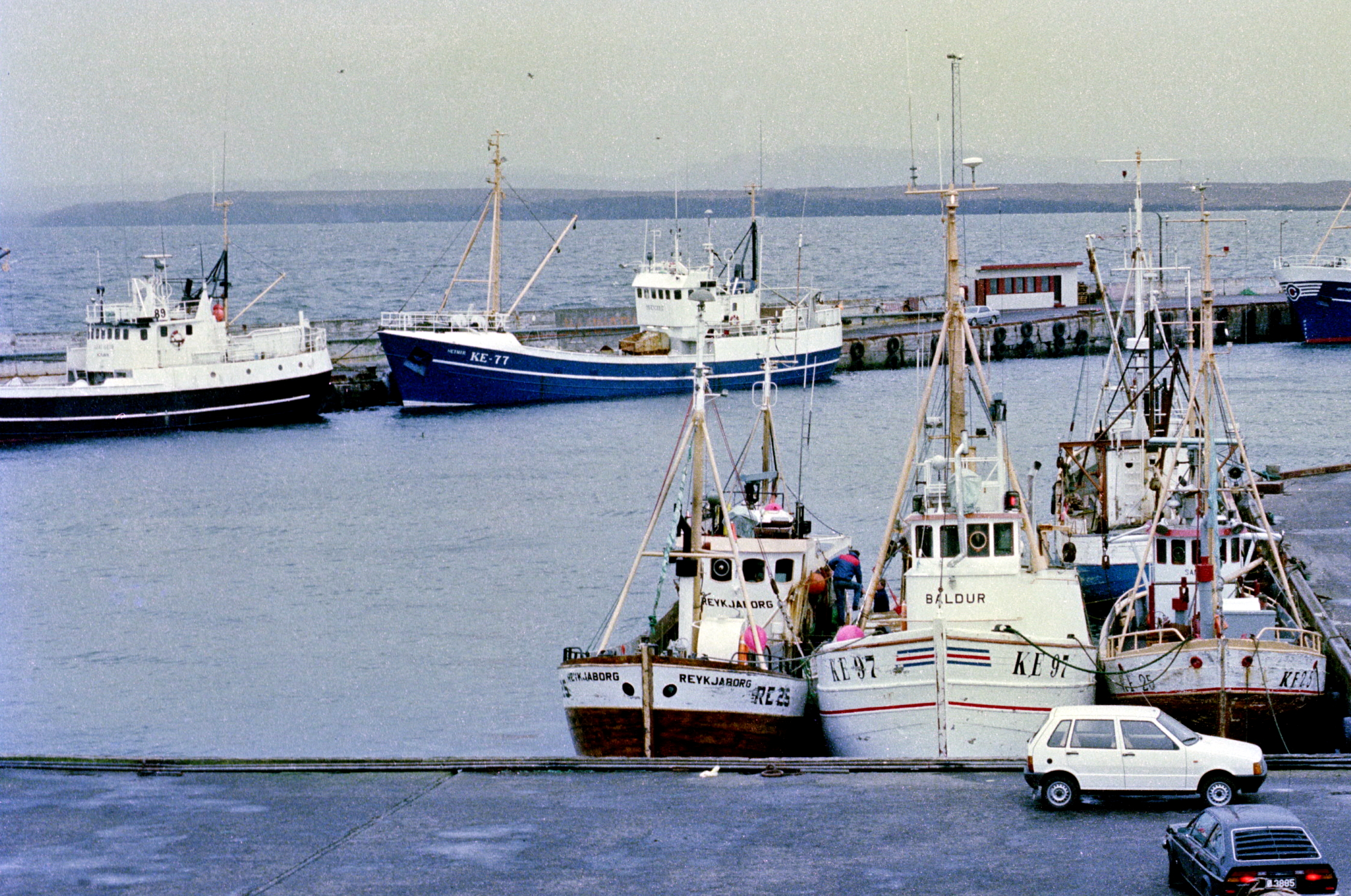
Porto de pesca
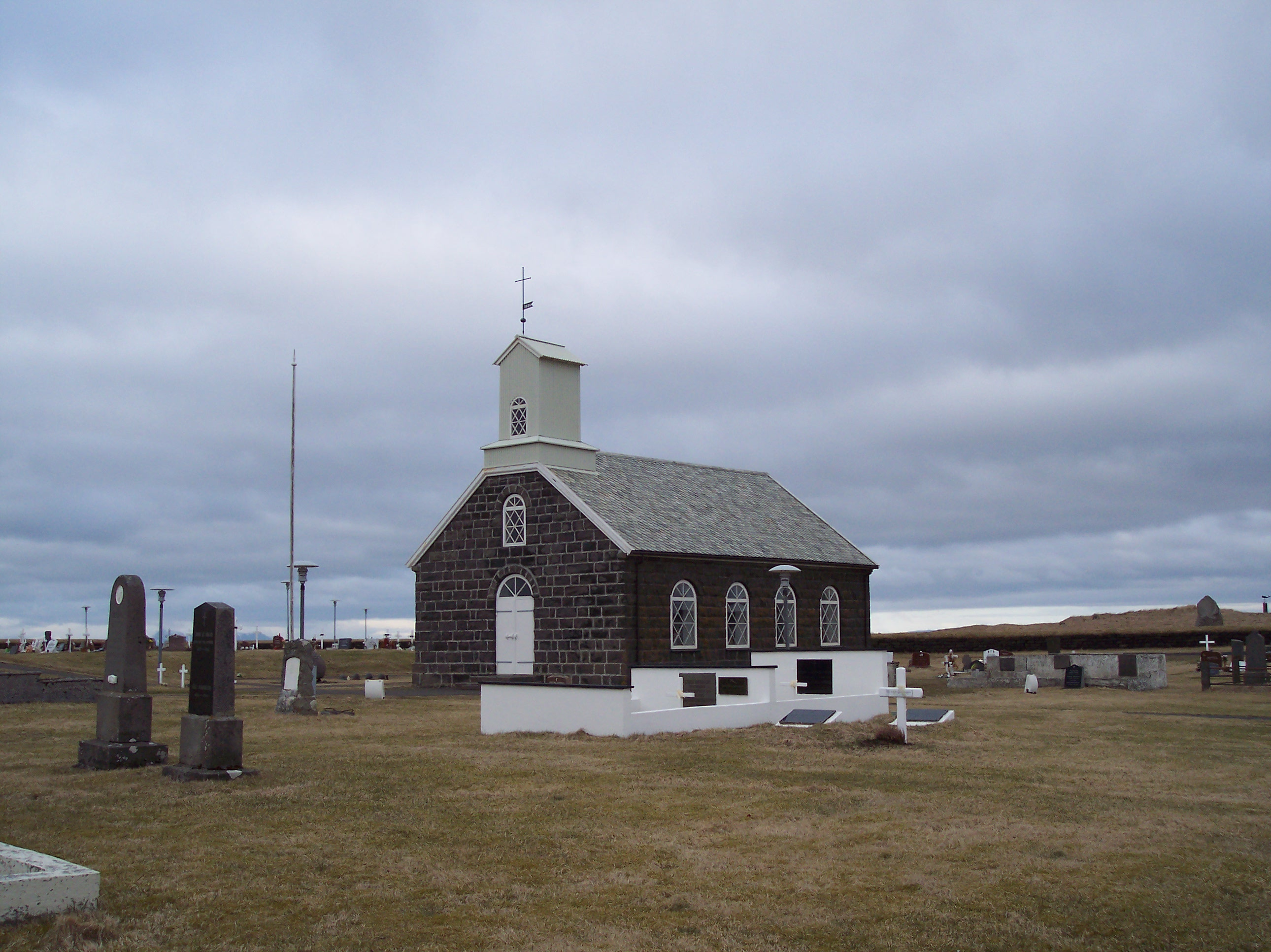
Igreja
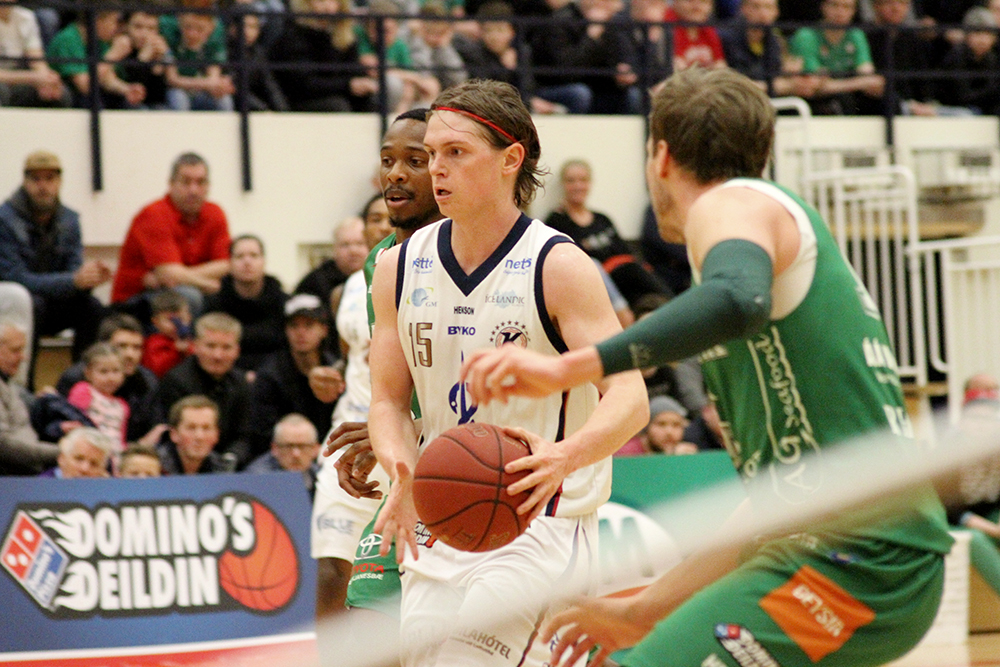
O clube de Njarðvík enfrenta Keflavík num jogo de basquetebol